# Kate French
Katherine Elizabeth „Kate“ French MBE (* 11. Februar 1991 in Meopham) ist eine britische Pentathletin und Olympiasiegerin.

## Erfolge
Kate French nahm 2016 in Rio de Janeiro erstmals an Olympischen Spielen teil. Sie belegte am Ende den fünften Rang. Bei den Olympischen Spielen 2020 in Tokio erzielte sie mit 1385 Punkten einen neuen olympischen Rekord und gewann als Olympiasiegerin die Goldmedaille.
Auch bei Weltmeisterschaften war French sehr erfolgreich. Ihre erste Medaille gewann sie 2012 in Rom mit Bronze im Staffelwettbewerb. 2013 wurde sie in Kaoshiung mit der Mannschaft Weltmeisterin und sicherte sich 2014 in Warschau sowohl in der Mixed-Staffel als auch mit der Mannschaft die Silbermedaille. 2019 in Budapest folgte mit der Mannschaft eine weitere Silbermedaille, während sie mit Bronze ihre erste Einzelmedaille gewann. Auf kontinentaler Ebene wurde sie 2013 in Drzonków mit der Mixed-Staffel und der Mannschaft jeweils Europameisterin. Mit der Mannschaft gewann sie 2016 in Sofia Bronze und 2019 in Bath nochmals Gold. Im Einzel belegte sie sowohl 2018 in Székesfehérvár als auch 2019 in Bath den Silberrang.